# Zénaïde Fleuriot
Zénaïde Fleuriot , nacida en Saint-Brieuc el 28 de octubre de 1829 y fallecida en París el 19 de diciembre de 1890, fue una escritora francesa. Escribió 83 novelas destinadas a las adolescentes de su época, muchas de ellas siendo publicadas en la Biblioteca rosa y en la Biblioteca Azul. Publicó sus obras bajo el seudónimo de Anna Edianez: Anna era el derivado de uno de sus nombres (Anne) y Edianez el anagrama de Zénaïde.

## Su familia
Zénaïde Fleuriot nace en la Bretaña francesa en el seno de una familia cristiana y fiel a los Borbones. Sus padres tuvieron 16 hijos de los cuales solo cinco sobrevivieron. 
Su padre, Jean-Marie, muy pronto huérfano de madre, fue educado por un tío suyo, un cura fusilado en el año 1794 en Brest al renunciar al sermón de la Convención. 
A los 14 años se enroló en el ejército y combatió en 1805 en la famosa Batalla de Austerlitz, en el contexto de las Guerras Napoleónicas. 
En 1806, comenzó a estudiar Derecho y se estableció en Saint-Brieuc. Tras años de esfuerzo consiguió reunir una considerable fortuna, que perdió al igual que su posición al denunciar la Monarquía de Julio instaurada tras la Revolución de 1830.
Zénaïde Fleuriot se ve fuertemente influenciada por el entorno familiar de entonces. De 1849 a 1860, ejerce de preceptora para la familia Guillotou de Kerever. En invierno viven en Saint-Brieuc, mientras que en verano se transladan al Château-Billy de Ploufragan.

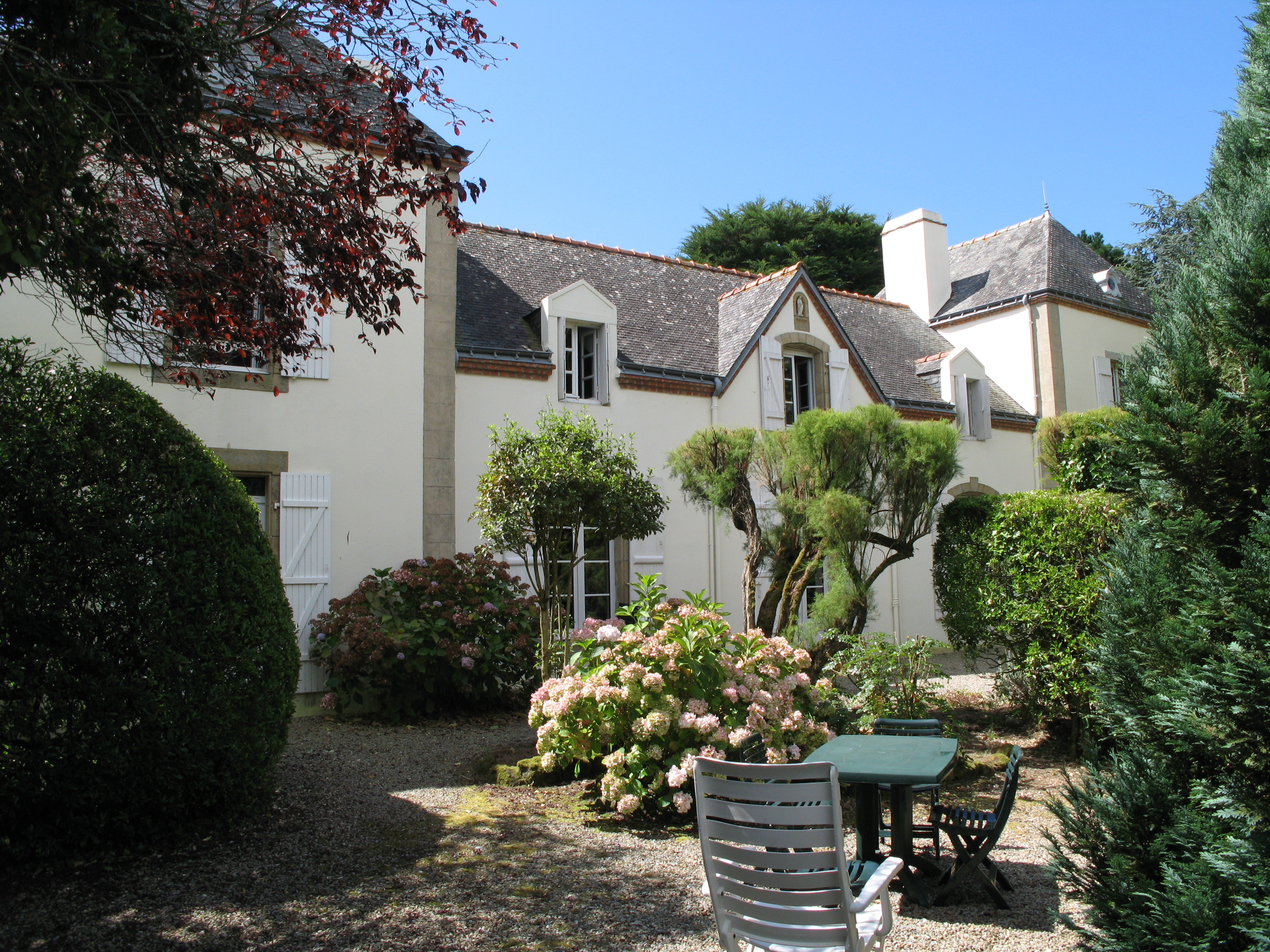
Kermoareb en el verano del 2007.La familia sigue frecuentando la casa en verano.

En la primavera de 1872, Zénaïde Fleuriot descubre Locmariaquer al visitar a su hermanastra y sus dos hijos. Este pequeño pueblo situado en el Golfo del Morbihan le causa gran sensación. Se enamora de su pequeño puerto y decide instalarse a vivir allí. Hay que tener presente que por aquel entonces ya se trataba de una escritora renombrada y con un nivel de vida elevado. Así pues, no duda en construir una casa a la que nombra "Kermoareb", palabra bretona cuyo significado es "la casa de la tía". En efecto, ella no tendría hijos y gustaba de invitar a sus numerosos sobrinos cada año.
En esta confortable morada, situada en la orilla del golfo y ofreciendo maravillosas vistas, escribirá gran parte de su obra, entre la que destaca el "Petit chef de famille". 
Tras su muerte en París, su ataúd fue transportado en tren desde la Estación de Montparnasse hasta tierra bretona, donde hallaría reposo eterno en el cementerio de Locmariaquer. En el pueblo fue una figura destacada y querida. Buena prueba de ello es que, tras la llegada de sus restos, el ataúd fue llevado a hombros por ocho marinos de la localidad.

## Su obra
Como ya se ha dicho, comenzó publicando algunos ensayos bajo el seudónimo de Anna Edianez, mas no tardó en utilizar su propio nombre. En 1860 comienza a frecuentar editoriales.
Tras sus primeras publicaciones, colabora con el Journal des demoiselles y la Mode illustrée. Su novela Aigles et colombres será galardonada por la Academia francesa con un premio de 1500 francos, una suma importante por aquel entonces.
La fuerte influencia de su familia conservadora le hace sentirse en constante preocupación por no herir la fe cristiana ni las buenas costumbres. Pero será este hecho el que la llevará al éxito y al reconocimiento de la burguesía católica.
Luego, tras sufrir varias adversidades y dada su condición profundamente cristiana, piensa en la posibilidad de hacerse monja (1867). En Roma, conoce a la princesa de Sayn Wittgenstein, escritora también católica que se convierte en su consejera. Por ello continúa trabajando en su obra literaria. De 1874 a 1879, asume la dirección del diario la Semana de las familias.
Además de todo esto, organiza y dirige desde 1871 una escuela profesional dedicada a la formación de la juventud obrera.

## Novelas
- 1857 : La Fontaine du moine rouge (novela que recibirá el premio del concurso organizado por la revista literaria la Francia literaria)
- 1859 : Souvenirs d'une douairière (es su primer éxito. Es a partir de entonces que la gente se pelea por conseguir un ejemplar de la Semana de las familias, bien en el Journal des familles bien en la Mode illustrée).
- 1860 : Marquise et pêcheur.
- 1861 : Ève, La Vie en famille, Une famille bretonne.
- 1862 : La Fille du serrurier, Sans beauté.
- 1863 : Histoire pour tous, Un cœur de mère, Réséda.
- 1864 : Au hasard (recopilatorio de novelas), Yvonne de Coatmorvan.
- 1865 : Les Prévalonnais.
- 1866 : Le Chemin et le but, Une saison au bord de la mer (continuación de Chemin et le but), Sans nom, La clef d'or, La Glorieuse.
- 1867 : L'Oncle trésor, Une année de la vie d'une femme, Une chaîne invisible.
- 1868 : Petite belle, Alix (en dos volúmenes), Histoire intime.
- 1869 : Deux bijoux, Mon sillon.
- 1870 : À l'aventure, Ce pauvre vieux, Notre passé.
- 1871 : Entre absents, Une parisienne sous la foudre, Siège de Paris.
- 1872 : Mes héritages, Marga (el segundo tomo de Ce pauvre vieux), Les mauvais jours : note d'un bourru sur le siège de Paris, Notre capitale Rome.
- 1873 : Aller et retour Paris-Paray-le-Monial, Aigles et colombes (recibirá el premio de la Académie française), Les pieds d'argile (en dos volúmenes), Théâtre chez soi, Le petit chef de famille.
- 1874 : En congé, Armelle Trahec, Plus Tard ou le jeune chef de famille, (le second tome de Petit Chef de famille), Bigarette.
- 1875 : Monsieur Nostradamus.
- 1876 : La Petite Duchesse.
- 1877 : Un fruit sec, Un enfant gâté, Miss idéal
- 1878 : Les aventures d'un rural (en deux volumes), Raoul Daubry (le troisième tome de Petit chef), Grand cœur.
- 1880 : Bonasse, La rustaude, Mandarine, Tranquille et Tourbillon.
- 1881 : Tombée du nid (el segundo tomo de Mandarine), Alberte (le deuxième tome de Petite Duchesse), Charybde et Scylla, Cadette.
- 1882 : Bouche en cœur, Gildas l'intraitable, Faraude, Cadok.
- 1883 : Caline, L'héritier de Kerguignon (el segundo tomo de Cadok), Sous le joug (el segundo tomo de Gildas l'intraitable).
- 1884 : Désertion.
- 1885 : Ces bons Rosaëc (el segundo tomo de Désertion), Feu et flamme.
- 1887 : Le Clan des têtes chaudes, Au Galadoc (el segundo tomo del Clan des têtes chaudes), Le cœur et le tête (le deuxième de Tranquille et Tourbillon).
- 1888 : De trop, L'exilée du Val Argand (le deuxième tome de Le cœur et la tête), Parisiens et montagnards.
- 1889 : Les Premières pages, Cœur muet, Loyauté
- 1890 : Bengale (le deuxième tome de Galadoc)

Publicaciones póstumas:
- 1891 : Rayon de soleil.
- 1892 : Papillonne.
- 1897 : Mon dernier livre.

- A esta lista de novelas hay que añadirle Grancoeur, publicada en 1933 por la editorial Hachette.

## Citas
Madame Parpalaid, à Knock : «En el recorrido, el paisaje era delicioso. Zénaïde Fleuriot lo ha descrito en una de sus más bellas novelas, cuyo título he olvidado.»
(Knock, Acto I, scena 1).
«Moriré con la pasión por la mar; para mi se trata de una zona intermediaria entre la tierra y el cielo.»